# Pierre Gignoux
Pierre Gignoux (* 19. Mai 1967 in Grenoble) ist ein französischer Skibergsteiger. Außer Skibergsteigen geht er Bergsteigen und Skilanglaufen, fliegt Gleitschirm, fährt Rennrad und Mountainbike.

## Erfolge (Auswahl)
1994 absolvierte er mit der Teilnahme an der Trans Mont Blanc seinen ersten Wettkampf und ist seit 1995 Mitglied der französischen Nationalmannschaft Skibergsteigen. Bei der Europameisterschaft im Skibergsteigen 1999 wurde er im Team mit Francis Bibollet und bei der Europameisterschaft im Skibergsteigen 2001 mit Stéphane Brosse Europameister. Bei der Weltmeisterschaft im Skibergsteigen 2002 erzielte er im Team mit Stéphane Brosse den fünften Platz. Bei der Europameisterschaft im Skibergsteigen 2003 konnte er im Team mit Brosse den vierten Platz erreichen. Ebenfalls mit Brosse gewann er 2004 die Transcavallo. Mit Alexandre Pellicier erzielte er im Team bei der Weltmeisterschaft im Skibergsteigen 2006 den 8. Platz. Gemeinsam mit Stéphane Brosse, der ebenfalls Mitglied der französischen Nationalmannschaft Skibergsteigen ist, hält er seit dem 30. Mai 2003 den Rekord für die Besteigung inklusive Abfahrt am Mont Blanc mit einer Gesamtzeit von 5h 15' 47", davon rund 4 Stunden und 7 Minuten für den Aufstieg und 1 Stunde und 7 Minuten für die anschließende Skiabfahrt. Er war unter anderem dreimal Europameister im Skibergsteigen und erreichte bei einem Rennen im Rahmen des Weltcups im Jahr 2004 den ersten Platz.
Pierra Menta
- 1995: 5. Platz mit Olivier Pasteur
- 1996: 4. Platz mit Francis Bibollet
- 1997: 2. Platz mit Yvan Brondex
- 1998: 2. Platz mit Yvan Brondex
- 1999: 2. Platz mit Yvan Brondex
- 2000: 2. Platz mit Yvan Brondex
- 2001: 1. Platz mit Stéphane Brosse
- 2002: 2. Platz mit Stéphane Brosse
- 2003: 2. Platz mit Stéphane Brosse

Trofeo Mezzalama
- 2003: 2. Platz mit Stéphane Brosse und Jean Pellissier